# 丸亀町グリーン

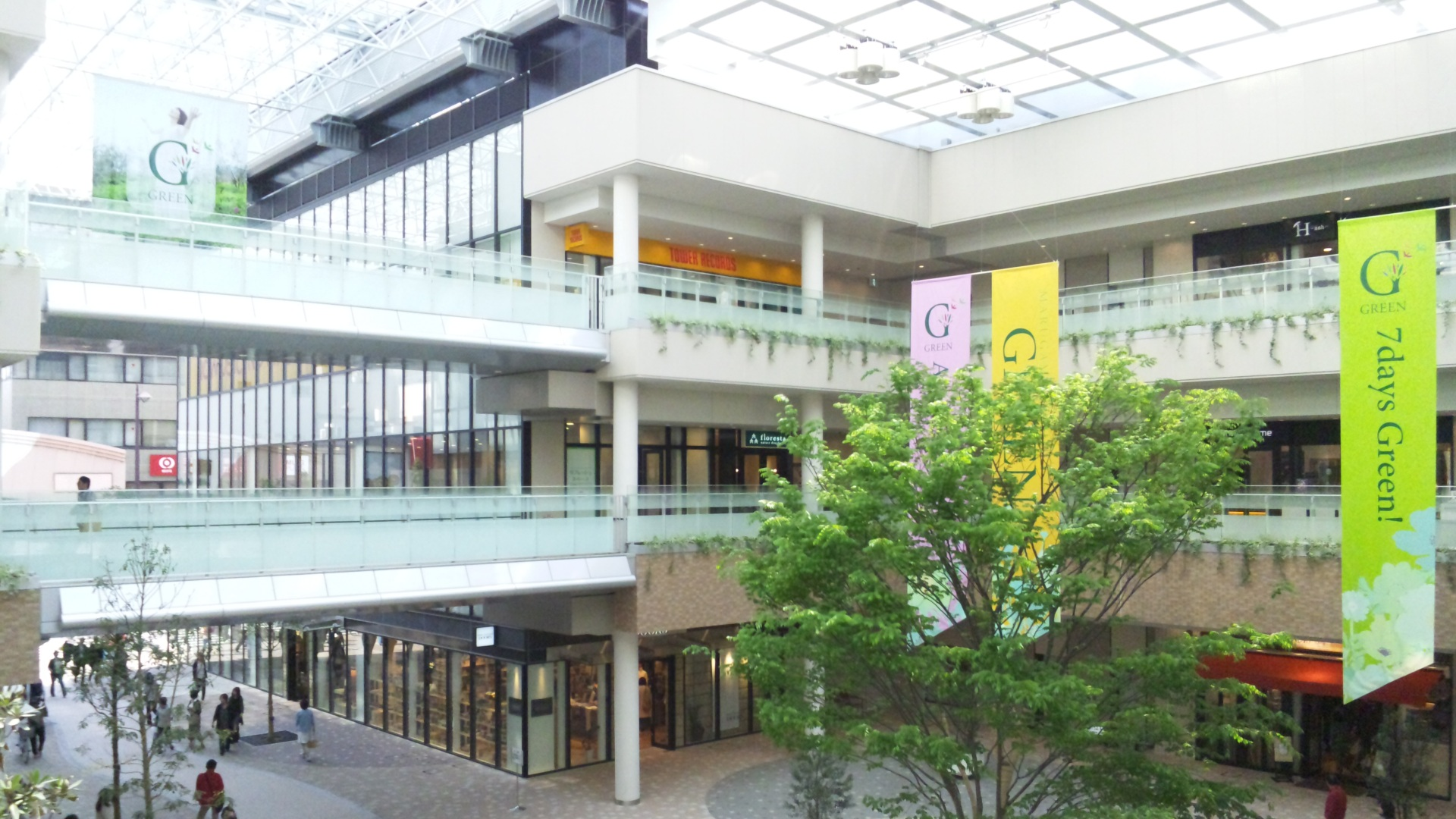
内部

丸亀町グリーン(まるがめまちグリーン)とは、香川県高松市の丸亀町商店街にある複合商業施設である。

## 概要
2012年4月19日にオープン。高松市の丸亀町商店街では、1990年代から大規模な再開発事業が計画され、商店街全体を北からA～Gの7つの街区に分けて開発する再開発事業が進行中であり、当施設は丸亀町商店街最南端のG街区の再開発事業で建設された施設である。総事業費は約150億円で、計画時の名称は「高松丸亀町商店街G街区第一種市街地再開発事業」。
高松市の商業の中心地である高松中央商店街のほぼ中央に位置すると同時に、計画当時高松市にあった2つの百貨店(高松三越とコトデンそごう→高松天満屋。高松天満屋は2014年3月限りで閉店し、ビルには2015年10月に専門店を集めた「瓦町FLAG」がオープン）のほぼ中間に位置すること、高松市の幹線道路である国道11号に面することなどから、高松市中心部の活性化における重要拠点とされ、丸亀町商店街再開発事業の核となる施設として建設された。この他、当施設のオープン以前には2006年に最北端に当たるA街区(高松丸亀町壱番街)が、2010年にはB.C街区(高松丸亀町弐番街、高松丸亀町参番街)がオープンしている。
事業主は高松丸亀町商店街G街区市街地再開発組合であるが、計画段階から森ビル都市企画株式会社と業務代行契約を結び、テナントリーシング等の総合コンサルタントを同企業が担当していた。オープン後も同企業が施設の運営を受託することとなっている。
建物は西館(地上13階建て)と、東館(地上12階、地下1階建て)のツインタワーであり、商業施設、ホテル、マンション、オフィス、駐車場、駐輪場などで構成される。1階の中央部には「けやき広場」(約620m2)が整備されており、各種イベントや休憩所として活用されている。

## 沿革
- 1995年度 高松丸亀町商店街G街区市街地再開発準備組合設立
- 1998年度 中心市街地活性化基本計画（高松市）
- 2001年11月 事業計画認可及び組合設立認可
- 2002年2月 森ビル都市企画株式会社と一般業務代行契約締結
- 2010年3月 解体工事着手
- 2010年11月 本体工事着手
- 2011年4月 「丸亀町グリーン」名称決定
- 2012年3月 竣工
- 2012年4月19日 オープン

## 施設
西館(地上13階建て)
- 1階と2～3階の一部：商業施設
- 4階の一部：屋上ガーデン、レストラン
- 2～4階の一部と5～13階：マンション(全96戸)
- 立体駐車場(住居者用70台)

東館(地上12階、地下1階建て)
- 1階と2～3階の一部：商業施設
- 地下1階：駐輪場(約600台)
- 2～3階の一部と4～7階：駐車場(約330台)
- 8～12階：ホテル(ダイワロイネットホテル：175室)

よく間違えられるが、本施設の駐車場は丸亀町商店街振興組合とは無関係なので、同組合運営の駐車場の金券類は使用できない。同組合ではこの点について注意を呼びかけている。

## 主なテナント
商業施設

1階
- ユナイテッドアローズグリーンレーベルリラクシング
- アーバンリサーチドアーズ
- チャオパニック
- HIS
- ラディカドゥスハルモニ
- オニツカタイガー
- ザ・ノース・フェイス
- C smart
- リトルマーメイド
- グランメゾンルーヴ
- グランドバンクス
- 生活の木
- nofl
- マクドナルド
- cherie
- MARY QUANT
- LUSTRE

2階
- ALEX COMFORT
- Beauty eyelash
- メンズエミナル
- エミナルクリニック
- 眼鏡市場
- ガチャガチャの森
- アイアイイスズ G-Time
- ホワイトニングカフェ
- SOCCER SHOP KAMO
- お野菜食堂 SOHSOH
- Cafe Terrace Roy
- オムココ
- コピーマック
- Cafe et
- 3代目 アミーゴ森崎
- サイゼリヤ

3階
- タワーレコード
- ロフト（閉店した高松天満屋より移転。天満屋本社のFC）
- アニメイト (南新町より移転)
- 英会話イーオン
- アイラックストア
- JTB
- カラダファクトリー

4階
- ジャングルビアガーデン

開店が予定されている店舗
- ポケモンセンターカガワ[2]

オフィス
- 四国銀行 高松支店（高松南支店をブランチインブランチ）
- 高松リビング新聞社 本社

## 交通アクセス
鉄道
- ことでん瓦町駅から徒歩7分
- ことでん片原町駅から徒歩10分
- JR四国高松駅から徒歩15分

バス
- ことでんバス五番町停留所から徒歩3分
- ことでんバス兵庫町停留所から徒歩6分
- まちバス丸亀町グリーン停留所すぐ